# Paracles surgens
Paracles surgens är en fjärilsart som beskrevs av Walker 1865. Paracles surgens ingår i släktet Paracles och familjen björnspinnare. Inga underarter finns listade i Catalogue of Life.